# Нетеровий топологічний простір
Нетеровий простір — топологічний простір X, що задовольняє умові обриву спадних ланцюгів замкнутих підмножин. Тобто для кожної послідовності замкнутих підмножин {\displaystyle Y_{i}} простору X, такої що:
{\displaystyle Y_{1}\supseteq Y_{2}\supseteq Y_{3}\supseteq \cdots ,}
існує ціле число r, що {\displaystyle Y_{s}=Y_{r},~\forall s>r.}
Еквівалентне умова: будь-яке непорожнє сімейство замкнутих підмножин в X, впорядковане щодо включення має мінімальний елемент. 

## Властивості
- Будь-який підпростір простору Нетер знову є простором Нетер.
- Якщо простір X допускає скінченне покриття нетеровими підпросторами, то X теж є нетеровим.
- Простір X є простором Нетер тоді і тільки тоді, коли будь-яка відкрита підмножина в X є компактною.
- Нетеровий простір X є об'єднанням скінченного числа своїх незвідних компонент.

## Приклади
Нетерові простори часто зустрічаються у алгебричній геометрії.
- Простір {\displaystyle \mathbb {A} _{k}^{n}} (афінний n-вимірний простір над полем k) із топологією Зариського є топологічним простором Нетер. Згідно з означенням топології Зариського в {\displaystyle \mathbb {A} _{k}^{n},} якщо

{\displaystyle Y_{1}\supseteq Y_{2}\supseteq Y_{3}\supseteq \cdots }
є спадна послідовність замкнутих множин, то
{\displaystyle I(Y_{1})\subseteq I(Y_{2})\subseteq I(Y_{3})\subseteq \cdots }
є зростаючою послідовністю ідеалів {\displaystyle k[x_{1},\ldots ,x_{n}]} ({\displaystyle I(Y_{i})} позначає ідеал поліноміальних функцій, що рівні нулю в кожній точці {\displaystyle (Y_{i})}). Оскільки {\displaystyle k[x_{1},\ldots ,x_{n}]} є кільцем Нетер, існує ціле число m, таке що
{\displaystyle I(Y_{m})=I(Y_{m+1})=I(Y_{m+2})=\cdots .}
Зважаючи на однозначну відповідність між радикальними ідеалами {\displaystyle k[x_{1},\ldots ,x_{n}]} і замкнутими (в топології Заріскі) множинами {\displaystyle \mathbb {A} _{k}^{n}} виконується  {\displaystyle V(I(Y_{i}))=Y_{i}} для всіх i. Тому:
{\displaystyle Y_{m}=Y_{m+1}=Y_{m+2}=\cdots }
- Прикладами нетерових просторів є спектри комутативних кілець. Для кільця R простір Spec(R) (спектр R) є нетеровим тоді і тільки тоді, коли R — кільце Нетер.